# おひつじ座流星群
おひつじ座流星群（おひつじざりゅうせいぐん）は、強い流星群で、6月7日を極大とし、5月22日から7月2日まで続く。ペルセウス座ゼータ流星群ともに、1年を通して最も強い昼間流星群の一つ。流星群の母天体は不明だが、小惑星のイカルスが母天体だと推測されている。軌道はマックホルツ彗星とも似ている。
最初に観測されたのは1947年夏、イングランドのジョドレルバンク天文台で行われた。この流星群は、地球が、惑星間の流星物質の流れが密な部分を通過することでもたらされ、毎時平均60個の流星が、おひつじ座やペルセウス座に出現する。しかし、どちらの星座も極大時には太陽と非常に近い方向にあるので、この流星群を肉眼で見ることは難しい。ただ、最初のいくつかの彗星は、朝非常に早く、通常夜明けの1時間ほど前に見られることがある。流星物質は地球の大気圏に約39 km/sの速度で進入する。
| 日付    | 放射点                           | 太陽から西方向の角度 (°) |
| ------- | -------------------------------- | ------------------------ |
| 5月18日 | 01:48 (027) +21                  | 26 (HD 10883)            |
| 5月25日 | 02:14 (034) +22 おひつじ座西部   | 26 (HD 13572)            |
| 6月1日  | 02:36 (039) +23 おひつじ座中央部 | 27 (HD 16198)            |
| 6月8日  | 03:02 (046) +25 おひつじ座東部   | 28 (HD 18737)            |
| 6月15日 | 03:24 (051) +26                  | 30 (おひつじ座60番星)    |
| 6月22日 | 03:51 (058) +27 おうし座西部     | 30 (HD 283022)           |

6月22日までには、放射点はおうし座(3h 51m +27)に移動するが、おうし座には6月28日に極大となるおうし座ベータ流星群の放射点もある。